# 河合長明
河合 長明（かわい たけはる、1890年（明治23年）11月2日 - 1971年（昭和46年）5月9日）は、大日本帝国陸軍軍人。最終階級は陸軍少将。

## 経歴
1890年（明治23年）に愛媛県で生まれた。陸軍士官学校第25期卒業。1940年（昭和15年）3月9日に高射砲第4連隊長（西部軍・西部軍砲兵隊）に就任し、8月1日に陸軍砲兵大佐に進級した。1941年（昭和16年）7月22日に西部軍司令部附となり、11月12日に防空第5連隊長（東部軍・東部防空旅団）に就任して市川に位置した。
1944年（昭和19年）6月に第19野戦高射砲隊司令官（第8方面軍）に就任し、ラバウルに出征した。その後、第8方面軍司令部附となり、1945年（昭和20年）6月2日に第9砲兵司令官（第8方面軍）に就任し、6月10日に陸軍少将に進級して、終戦時はラバウルに位置した。
1947年（昭和22年）11月28日、公職追放仮指定を受けた。